# 有姓
有姓是中文姓氏之一，在《百家姓》中排第481位。在现代是极罕见的姓氏，仅3,000多人。

## 起源
有姓有两个来源：
1. 据《元和姓纂》及《风俗通义》记载，上古帝王有巢氏之后有人以祖先名字中的“有”字为姓氏。
2. 出自归姓，以国名为姓氏。《潜夫论》记载说，古代有个归姓诸侯国，叫做“有国”（一说为洧国），后代中有人以国为氏便称为洧姓，其后又去氵而变为有。

## 郡望
- 东海郡：东海郡有两处，一处是汉朝初年所置，为今山东郯城一带。另一处为东魏至隋唐时期的东海郡，在今江苏东海县以东、淮水以北一带。
- 鲁郡：汉朝初年置鲁国，三国曹魏及晋朝改为鲁郡。今山东曲阜、泗水一带。

## 延伸阅读
[在维基数据编辑]
 《百家姓》
 《欽定古今圖書集成·明倫彙編·氏族典·有姓部》，出自陈梦雷《古今圖書集成》